# اندیس ماربر
ماربر یک اندیس مصالح ساختمانی است که در حوالی شهر گلپایگان استان اصفهان قرار دارد و مادهٔ معدنی موجود در آن، سنگ چینی است.